# 阿拉玛·苏丹·赵克·纳德韦
阿拉玛·苏丹·赵克·纳德韦（1939年—），孟加拉穆斯林学者，出生于馬赫什卡里烏帕齊拉。他是贾米亚达鲁尔马阿里夫伊斯拉米亚之创始人，专攻阿拉伯语言、文学。